# Liste der Monuments historiques in La Croix-en-Champagne
Die Liste der Monuments historiques in La Croix-en-Champagne führt die Monuments historiques in der französischen Gemeinde La Croix-en-Champagne auf.

## Liste der Objekte
| Bezeichnung                | Beschreibung                          | Standort                       | Kennzeichnung | Schutzstatus | Datum | Bild |
| -------------------------- | ------------------------------------- | ------------------------------ | ------------- | ------------ | ----- | ---- |
| Skulptur Heiliger Silvinus | Holz, farbig gefasst, 17. Jahrhundert | in der Kirche St-Sylvin (Lage) | PM51002271    | Inscrit      | 1975  |      |